# Гідравлічний опір у трубопроводі
Гідравлічний опір у трубопроводі (англ. hydraulic resistance in pipeline; нім. hydraulischer Widerstand) — опір рухові рідини (гідросуміші або газів), що чиниться трубопроводом, обумовлює відповідні втрати напору (hв), визначення яких є одним з головних питань будь-якого гідравлічного розрахунку.

## Загальний опис
Гідравлічний опір може виникати внаслідок різних факторів, і виділяють дві основні групи: опори тертя та місцеві опори.
Опір тертю обумовлено різного роду нерівностями і шорсткістю на поверхні трубопроводу, що стикається з середовищем, що перекачується. При течії рідини між нею та стінками трубопроводу виникає тертя, що спричиняє гальмуючий ефект і потребує додаткових витрат енергії на своє подолання. Створюваний опір багато в чому залежить від режиму течії середовища, що перекачується.
При ламінарному русі та відповідних йому низьких значеннях числа Рейнольдса (Re), що характеризується рівномірністю та відсутністю перемішування сусідніх шарів рідини або газу, вплив шорсткості незначний. Це пов'язано з тим, що крайній в'язкий підшар середовища, що перекачується, часто виявляється товщим, ніж шар, утворений нерівностями і виступами на поверхні трубопроводу. За таких умов трубопровід вважається гідравлічно гладким.
При збільшенні числа Рейнольдса товщина в'язкого підшару зменшується, внаслідок чого переривається перекриття нерівностей в'язким підшаром і вплив шорсткості на гідравлічний опір зростає та стає залежним як від числа Рейнольдса, так і від середньої висоти виступів на поверхні трубопроводу.
Подальше збільшення числа Рейнольдса переводить середовище, що перекачується, в режим турбулентного руху (течії), при якому в'язкий підшар повністю руйнується, а створюване тертя залежить тільки від величини шорсткості.

Розрізняють гідравлічний опір по довжині — втрати на тертя (hт), які залежать від довжини та перерізу трубопроводів, їх шорсткості, в'язкості рідини та швидкості руху, та місцеві гідравлічні опори (hм), де відбувається зміна швидкості за напрямком та величиною: {\displaystyle h_{B}=h_{T}+\Sigma h_{M}}.
За одиницю вимірювання напору і, відповідно, втрат напору (гідравлічних опорів) у гідравліці прийнято метри водяного стовпа (м. вод. ст.). Для круглих труб сталого перерізу втрати напору на тертя визначають за формулою Дарсі-Вейсбаха
{\displaystyle h_{T}=\lambda \cdot {\frac {l}{d}}\cdot {\frac {u^{2}}{2g}}},
де l і d — відповідно довжина та діаметр трубопроводу; u — середня швидкість руху рідини; λ — коефіцієнт гідравлічного тертя, який залежить від в'язкості, яка входить до числа Рейнольдса та відносної шорсткості стінок труби {\displaystyle {\frac {\Delta }{d}}} (Δ — абсолютна висота шорсткості) тобто
{\displaystyle \lambda =f\left({\operatorname {Re} ,{\frac {\Delta }{d}}}\right)}.
Вплив обох чинників на величину λ є різним для різних режимів руху. Для труб некруглого перерізу у формулах замість діаметра d застосовують значення гідравлічного діаметра
{\displaystyle d_{\Gamma }={\frac {4S}{\Pi }}},
де S і П — площа та периметр перерізу труби.
Втрати напору у місцевих опорах визначають за формулою
{\displaystyle h_{M}=\zeta \cdot {\frac {u_{2}^{2}}{2g}}},
де u2 — середня швидкість потоку після місцевого опору; ξ — коефіцієнт місцевого опору, який визначають за довідковими даними по результатах експериментів.

## Питомі втрати напору

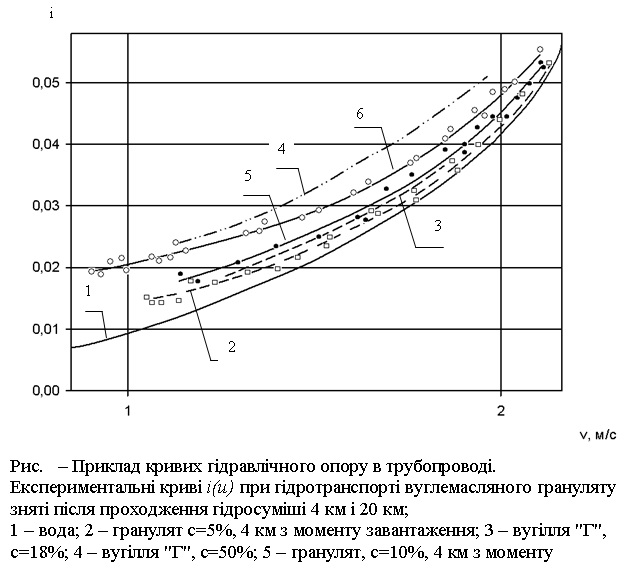

У практиці гідравлічного транспортування різних твердих матеріалів найчастіше застосовують параметр питомі втрати напору
{\displaystyle i=\lambda {\frac {u^{2}}{2gd}}},
одиницею вимірювання якого є м вод. ст./м.
У процесі експлуатації трубопроводів гідравлічний опір збільшується внаслідок відкладання парафіну (нафтопроводи), скупчення води, конденсату або утворення гідратів вуглеводневих газів (газопроводи). Для зниження гідравлічного опору проводять періодичне очищення внутрішньої порожнини трубопроводів спеціальними шкребками або роздільниками.
Питомі втрати напору, як правило, збільшуються зі збільшенням концентрації суспензії (гідросуміші), яка піддається гідротранспортуванню. Виключення складає випадок, коли змінюються характеристики рідкого середовища. Так, при певній швидкості V руху вуглемасляного грануляту в трубопроводі питомі втрати напору стають меншими ніж для води внаслідок утворення емульсії «масло у воді», яка стає несучим середовищем (ефект зміни несучого середовища при гідротранспорті).

## При транспортуванні газу
Найбільше впливає на гідравлічний опір газу наявність в потоці газу рідкої фази, яка конденсується і накопичується в понижених місцях траси. Утворення при цьому гідратів і гідравлічні пробки на внутрішній поверхні труби локалізуються по довжині траси в природних пастках рідини (в понижених місцях газопроводу).